# Saggart
Saggart (forma anglicizzata) o Teach Sagard (in irlandese; lett. "casa di Sacra") è una cittadina nella contea di South Dublin, in Irlanda.